# 博多耶綿羊牧場
博多耶綿羊牧場（泰文：ฟาร์ม แกะ พัทยา；英文：Pattaya Sheep Farm）位於泰國東部春武里府孟臘茫縣（บางละมุง），鄰近臨海觀光城市博多耶的一座花園、遊樂場、商場、動物園及餐廳綜合建築群。它是2013年6月8日（星期六）開始營業。一些香港旅行團會把它列為其中一個觀光景點。

## 外部連結
- 泰國春武里府博多耶綿羊牧場官方面書